# العلاقات البرازيلية المنغولية
العلاقات البرازيلية المنغولية هي العلاقات الثنائية التي تجمع بين البرازيل ومنغوليا.

## مقارنة بين البلدين
هذه مقارنة عامة ومرجعية للدولتين:
| وجه المقارنة                                              | البرازيل | منغوليا         |
| --------------------------------------------------------- | --- | --------------- |
| المساحة (كم2)                                             | 8.52 مليون | 1.57 مليون      |
| عدد السكان (نسمة)                                         | 202.66 مليون | 3.08 مليون      |
| الكثافة السكانية (ن./كم²)                                 | 23.79 | 1.96            |
| العاصمة                                                   | برازيليا، ريو دي جانيرو | أولان باتور     |
| اللغة الرسمية                                             | برتغالية برازيلية، Brazilian Sign Language ‏ | اللغة المنغولية |
| العملة                                                    | ريال برازيلي، كروزيرو ريال برازيلي ‏، كروزيرو البرازيلية (1990–1993)، البرازيلي كروزادو نوفو، كروزادو برازيلي، cruzeiro ‏، كروزيرو البرازيلية (1942–1967)، الريال البرازيلي (قديم) | توغروغ منغولي   |
| الناتج المحلي الإجمالي (بليون دولار)                      | 2.06 تريليون | 11.49 مليار     |
| الناتج المحلي الإجمالي (تعادل القوة الشرائية) بليون دولار | 3.22 تريليون | 36.16 مليار     |
| الناتج المحلي الإجمالي الاسمي للفرد دولار أمريكي          | 8.54 ألف | 3.97 ألف        |
| الناتج المحلي الإجمالي للفرد دولار أمريكي                 | 15.89 ألف | 11.95 ألف       |
| مؤشر التنمية البشرية                                      | 0.754 | 0.727           |
| رمز المكالمات الدولي                                      | +55 | +976            |
| رمز الإنترنت                                              | .br | .mn             |
| المنطقة الزمنية                                           | | ت ع م+08:00     |

## منظمات دولية مشتركة
يشترك البلدان في عضوية مجموعة من المنظمات الدولية، منها:
| علم المنظمة | اسم المنظمة                        | تاريخ انضمام البرازيل | تاريخ انضمام منغوليا |
| ----------- | ---------------------------------- | --------------------- | -------------------- |
|             | الاتحاد البريدي العالمي            | ?                     | ?                    |
|             | يونسكو                             | 4 نوفمبر 1946         | 1 نوفمبر 1962        |
|             | البنك الدولي للإنشاء والتعمير      | 14 يناير 1946         | 14 فبراير 1991       |
|             | منظمة التجارة العالمية             | ?                     | ?                    |
|             | وكالة ضمان الاستثمار متعدد الأطراف | 7 يناير 1993          | 21 يناير 1999        |
|             | الاتحاد الدولي للاتصالات           | 4 يوليو 1877          | 27 أغسطس 1964        |
|             | منظمة الشرطة الجنائية الدولية      | ?                     | ?                    |
|             | مؤسسة التمويل الدولية              | 31 ديسمبر 1956        | 14 فبراير 1991       |
|             | الأمم المتحدة                      | 24 أكتوبر 1945        | 27 أكتوبر 1961       |
|             | مؤسسة التنمية الدولية              | 15 مارس 1963          | 14 فبراير 1991       |
|             | الفريق المعني برصد الأرض           | ?                     | ?                    |
|             | منظمة حظر الأسلحة الكيميائية       | ?                     | ?                    |

## وصلات خارجية
- موقع وزارة الخارجية البرازيلية
- موقع وزارة الخارجية المنغولية